# Iodopepla purpuripennis
Iodopepla purpuripennis là một loài bướm đêm trong họ Noctuidae.